# Кан, Мэдлин
Мэ́длин Кан (англ. Madeline Kahn, 29 сентября 1942 — 3 декабря 1999) — американская актриса.

## Биография
Мэдлин Гэйл Вульфсон родилась в Бостоне 29 сентября 1942 года в семье Бернарда Вульфсона и Полы Кан. После развода родителей Мэдлин с матерью переехала в Нью-Йорк. С 1948 по 1952 год Мэдлин училась в школе-интернате в Пенсильвании. После окончания средней школы в Куинсе, где она часто играла в школьных постановках, Мэдлин до 1964 года обучалась драме и музыке в Университете Хофстра. После его окончания она дебютировала в театральном хоре в постановке «Поцелуй меня, Кейт», а вскоре после этого вступила в Гильдию актёров. С 1967 года Мэдлин стала получать роли на Бродвее и в последующие годы она сыграла в таких постановках, как «Обещания, обещания», «В двадцатом веке», «Она любит меня» и многих других.
Её кинодебют состоялся в 1968 году в фильме «Голубка». В 1972 году Кан сыграла роль истеричной невесты персонажа Райана О’Нила в комедии «В чём дело, док?» с Барброй Стрейзанд в главной роли. В 1973 году за роль в фильме «Бумажная луна» Мэдлин была номинирована на «Оскар» за Лучшую женскую роль второго плана. Наиболее сильно свой комедийный талант она проявила в фильмах Мела Брукса, среди которых «Сверкающие сёдла» (1974), роль в котором принесла ей вторую номинацию на «Оскар», «Молодой Франкенштейн» (1974), «Страх высоты» (1977) и «Всемирная история, часть первая» (1981).
Кан также появилась в фильмах «Вон Тон Тон — собака, которая спасла Голливуд» (1976), «Маппеты» (1979), «Жёлтая борода» (1983), «Улика» (1985), «Свадьба Бетси» (1990), «Рождество психов» (1994) и «Только ради любви» (1996). В 1987 году она получила премию «Эмми» за роль в телевизионном фильме «Разыскивается отличный парень».
В начале 1990-х годов она вернулась на Бродвей. В 1993 году Мэдлин стала обладательницей премии «Тони» за роль в постановке «Сёстры Розенсвайг». В 1999 году она озвучила Джипси в мультфильме «Приключения Флика».
В начале того же года у Мэдлин диагностировали рак яичников. Ей была проведена операция, после чего она вновь приступила к работе, а в октябре вышла замуж за Джона Хэнсбери, с которым встречалась до этого много лет. Но всё же болезнь стала вновь развиваться и 3 декабря 1999 года в возрасте 57 лет Мэдлин Кан умерла.

## Награды
- Эмми 1987 — «Лучшая исполнительница в детской передаче» («Разыскивается отличный парень»)
- Тони 1993 — «Лучшая актриса в пьесе» («Сёстры Розенсвайг»)